# Miasta Marianów Północnych
Według danych oficjalnych pochodzących z 2000 roku Mariany Północne (nieinkorporowane terytorium Stanów Zjednoczonych) posiadały ponad 10 miast o ludności przekraczającej 1 tys. mieszkańców. Stolica kraju Capitol Hill znajduje się dopiero na 12 miejscu spośród największych miast. San Antonio jako jedyne miasto liczyło ponad 4 tys. mieszkańców; 13 miast z ludnością 1÷4 tys. oraz reszta miast poniżej 1 tys. mieszkańców.

## Największe miasta w Marianach Północnych
Największe miasta w Marianach Północnych według liczebności mieszkańców (stan na 01.04.2000):
| L.p. | Miasto       | Wyspa  | Liczba ludności |
| ---- | ------------ | ------ | --------------- |
| 1.   | San Antonio  | Saipan | 4 741           |
| 2.   | Garapan      | Saipan | 3 588           |
| 3.   | Koblerville  | Saipan | 3 543           |
| 4.   | San Vincente | Saipan | 3 494           |
| 5.   | Tanapag      | Saipan | 3 318           |

## Alfabetyczna lista miast w Marianach Północnych
Spis miast Marianów Północnych powyżej 1 tys. mieszkańców według danych szacunkowych z 2000 roku:
- Capitol Hill
- Chalan Kanoa
- Dandan
- Garapan
- Gualo Rai
- Kagman
- Koblerville
- Navy Hill
- San Antonio
- San Jose
- San Vincente
- Songsong
- Susupe
- Tanapag